# 경녕궁주
경녕궁주(敬寧宮主, 생몰년 미상)는 고려 시대의 왕족이다. 신종과 선정태후 김씨의 차녀이다. 성은 왕, 본관은 개성이다.

## 생애
언제 태어났는지는 확실하지 않으며, 고려의 제20대 왕 신종과 선정태후 김씨의 차녀로 태어났으며, 희종의 친동생이다. 또 의종과 명종 등에게는 친조카이며, 강종과는 친사촌이 된다.
1199년(신종 2년) 정식으로 공주에 책봉되었다. 그리고 이 해 친언니인 효회공주가 17세의 나이로 요절하여 사실상의 장녀가 되었다. 이후 2년 뒤인 1201년(신종 4년) 종실 시흥백 정과 혼인하였다.
한편 이후의 공주의 삶에 대해서는 남아있는 기록이 없어 자세히 알 수 없다. 호는 경녕궁주(敬寧宮主)이다.

## 가족 관계
경녕궁주는 종실 시흥백 왕정과 혼인하였다. 시흥백은 현종의 아들 평양공 왕기의 후손이며, 훗날 회안공으로 진봉되었다. 1234년(고종 21년)에 죽었으며, 아들 셋을 두었다. 장남은 계양후 왕연이며, 차남은 신양백 왕전, 3남은 왕시이다. 이들 중 차남 왕전은 고종의 딸 수흥궁주와 혼인하였다.
- 조부 : 고려 제17대 왕 인종 (仁宗, 1109년 ~ 1146년, 재위 : 1122년 ~ 1146년)
- 조모 : 공예태후 (恭睿太后, 1109년 ~ 1183년)
  - 부왕 : 고려 제20대 왕 신종 (神宗, 1144년 ~ 1204년, 재위 : 1197년 ~ 1204년)
- 외조부 : 강릉공 온 (江陵公 溫, 생몰년 미상)
  - 모후 : 선정태후 (宣靖太后, ? ~ 1222년)
    - 오빠 : 고려 제21대 왕 희종 (熙宗, 1181년 ~ 1237년, 재위 : 1204년 ~ 1211년)
    - 남매 : 양양공 서 (襄陽公 恕, 생몰년 미상)
    - 언니 : 효회공주 (孝懷公主, 1183년 ~ 1199년)
    - 남편 : 회안공 정 (淮安公 侹, ? ~ 1234년)
      - 장남 : 계양후 연 (桂陽侯 挻, 생몰년 미상)
      - 차남 : 신양공 전 (新陽公 佺, ? ~ 1256년)
      - 며느리, 종손녀 : 수흥궁주 (壽興宮主, 생몰년 미상) - 고종의 딸
      - 삼남 : 왕시 (王諟, 생몰년 미상)